# المعهد العالي لعلوم التمريض بالكاف
المعهد العالي لعلوم التمريض بالكاف  هو إحدى المؤسسات العليا للتعليم العالي تحت الإشراف المزدوج بين وزارتي الصحة العمومية، والتعليم العالي والبحث العلمي من خلال جامعة جندوبة . يقع بولاية الكاف و يعد من أفضل المعاهد بتونس نظرا للتكوين الجيد لطلابه فضلا عن نخبة من الاساتذة و الاطباء الأكفاء بمختلف الاختصاصات تكون الدراسة فيه على امتداد ثلاث سنوات  يدرس فيها العلوم الطبية و الشبه الطبية ليتحصل الطالب بعد إعداد مشروع التخرج على الشهادة الوطنية للتمريض.

## الاجازات
- الإجازة التطبيقية في علوم التمريض: ذكور
- الإجازة التطبيقية في علوم التمريض: اناث